# Ziua Mondială a alfabetului Braille
Ziua Mondială a Braille este o zi internațională de pe 4 ianuarie și sărbătorește conștientizarea importanței alfabetului Braille ca mijloc de comunicare în realizarea deplină a drepturilor omului pentru persoanele nevăzătoare și cu deficiențe de vedere. Data evenimentului a fost aleasă de Adunarea Generală a Națiunilor Unite printr-o proclamație în noiembrie 2018 și marchează ziua de naștere a lui Louis Braille, creatorul acestui sistem de scriere. Prima Ziua Mondială a Braillei a fost sărbătorită pe 4 ianuarie 2019.